# Kaneyama (Fukushima)
Kaneyama (金山町, Kaneyama-machi) est un bourg japonais (町, machi ou -chō) situé dans la préfecture de Fukushima.
Sa population est estimée à 2 255 habitants au 1er juin 2013.